# Pskov
Pskov (russo: Псков, estônio: Pihkva, letão: Pleskava, polaco: Psków) é uma cidade no noroeste da Rússia e centro administrativo do Oblast de Pskov, localizada a cerca de 20 quilômetros (12 milhas) a leste da fronteira com a Estônia, no rio Velikaya. População: 193 082 (Censo 2021);  203 279 (Censo 2010);  202 780 (censo de 2002);  203789 (Censo de 1989). 
Pskov é uma das cidades mais antigas da Rússia. Durante a Idade Média, serviu como capital da República de Pskov e foi um posto comercial da Liga Hanseática antes de ser incorporada ao Grão-Ducado de Moscou e se tornar uma importante fortaleza fronteiriça no czarismo da Rússia.

## História

### História antiga

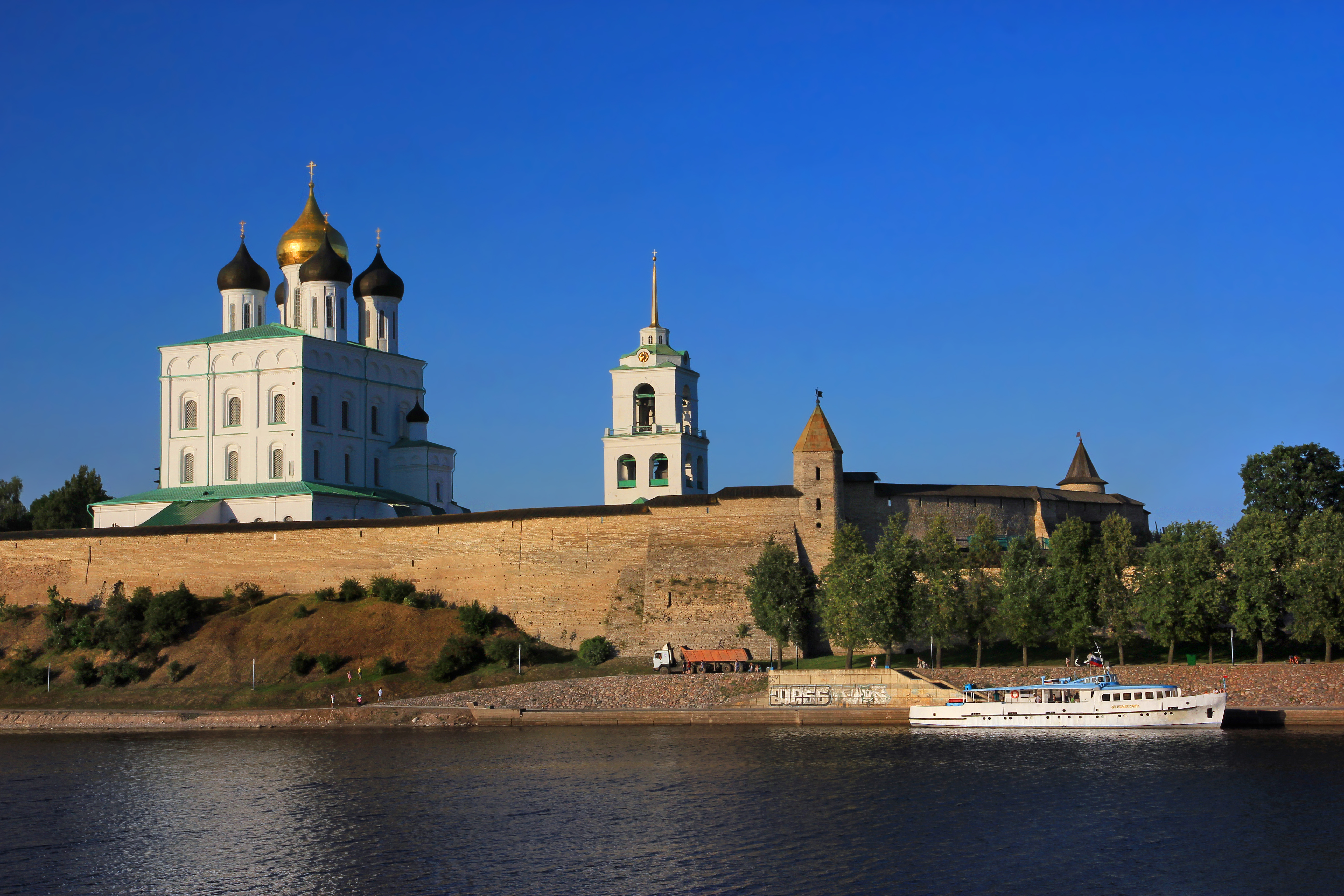
Vista do Pskov Kremlin do rio Velikaya em 2014

Pskov é uma das cidades mais antigas da Rússia. O nome da cidade, originalmente Pleskov (histórica grafia russa Плѣсковъ, Plěskov), pode ser traduzido livremente como "[a cidade] das águas turvas". Foi historicamente conhecido em inglês como Plescow.
Sua primeira menção vem em 903, que registra que Igor de Kiev se casou com uma senhora local, Olga (mais tarde Santa Olga de Kiev). Os pskovianos às vezes tomam este ano como a data de fundação da cidade e, em 2003, um grande jubileu ocorreu para comemorar o 1 100º aniversário de Pskov.
O primeiro príncipe de Pskov foi o filho mais novo de Vladimir, o Grande, Sudislav. Uma vez preso por seu irmão Yaroslav, ele não foi libertado até a morte deste, várias décadas depois. Nos séculos XII e XIII, a cidade aderiu politicamente à República de Novgorod. Em 1241, foi tomada pelos Cavaleiros Teutônicos, mas Alexander Nevsky a recapturou vários meses depois, durante uma campanha lendária dramatizada no filme de 1938 de Sergei Eisenstein, Alexander Nevsky.
A fim de garantir sua independência dos cavaleiros, os Pskovianos elegeram um príncipe lituano, chamado Daumantas, um católico romano convertido à fé ortodoxa e conhecido na Rússia como Dovmont, como seu líder militar e príncipe em 1266. Tendo fortificado a cidade, Daumantas derrotou os Cavaleiros Teutônicos em Rakvere e invadiu grande parte da Estônia. Seus restos mortais e espada estão preservados no kremlin local, e o núcleo da cidadela, erguida por ele, ainda leva o nome de "cidade de Dovmont".

### República de Pskov
No século 14, a cidade funcionava como a capital de uma república soberana de fato. Sua força mais poderosa eram os mercadores que negociavam com a Liga Hanseática. A independência de Pskov foi formalmente reconhecida por Novgorod em 1348. Vários anos depois, o veche promulgou um código legal (chamado Carta Pskov), que foi uma das principais fontes do código legal de toda a Rússia emitido em 1497.
Já no século 13, comerciantes alemães estavam presentes na Zapskovye de Pskov e a Hanseática tinha um posto comercial na mesma área na primeira metade do século 16, que se mudou para Zavelichye após um incêndio em 1562.
A importância da cidade fez com que fosse alvo de inúmeros cercos ao longo de sua história. O Pskov Krom (ou Kremlin) resistiu a vinte e seis cercos apenas no século XV. A certa altura, cinco paredes de pedra o cercavam, tornando a cidade praticamente inexpugnável. Uma escola local de pintura de ícones floresceu e os pedreiros locais foram considerados os melhores da Rússia. Muitas características peculiares da arquitetura russa foram introduzidas pela primeira vez em Pskov.

### Grão-Ducado de Moscou
Finalmente, em 1510, a cidade foi anexada ao Grão-Ducado de Moscou. Trezentas famílias foram deportadas de Pskov para a Rússia central e comerciantes e famílias de militares da Moscóvia se estabeleceram na cidade. Nessa época, Pskov tinha pelo menos 6 500 famílias e uma população de mais de 30 000 habitantes; era uma das três maiores cidades da Moscóvia, ao lado de Moscou e Novgorod.

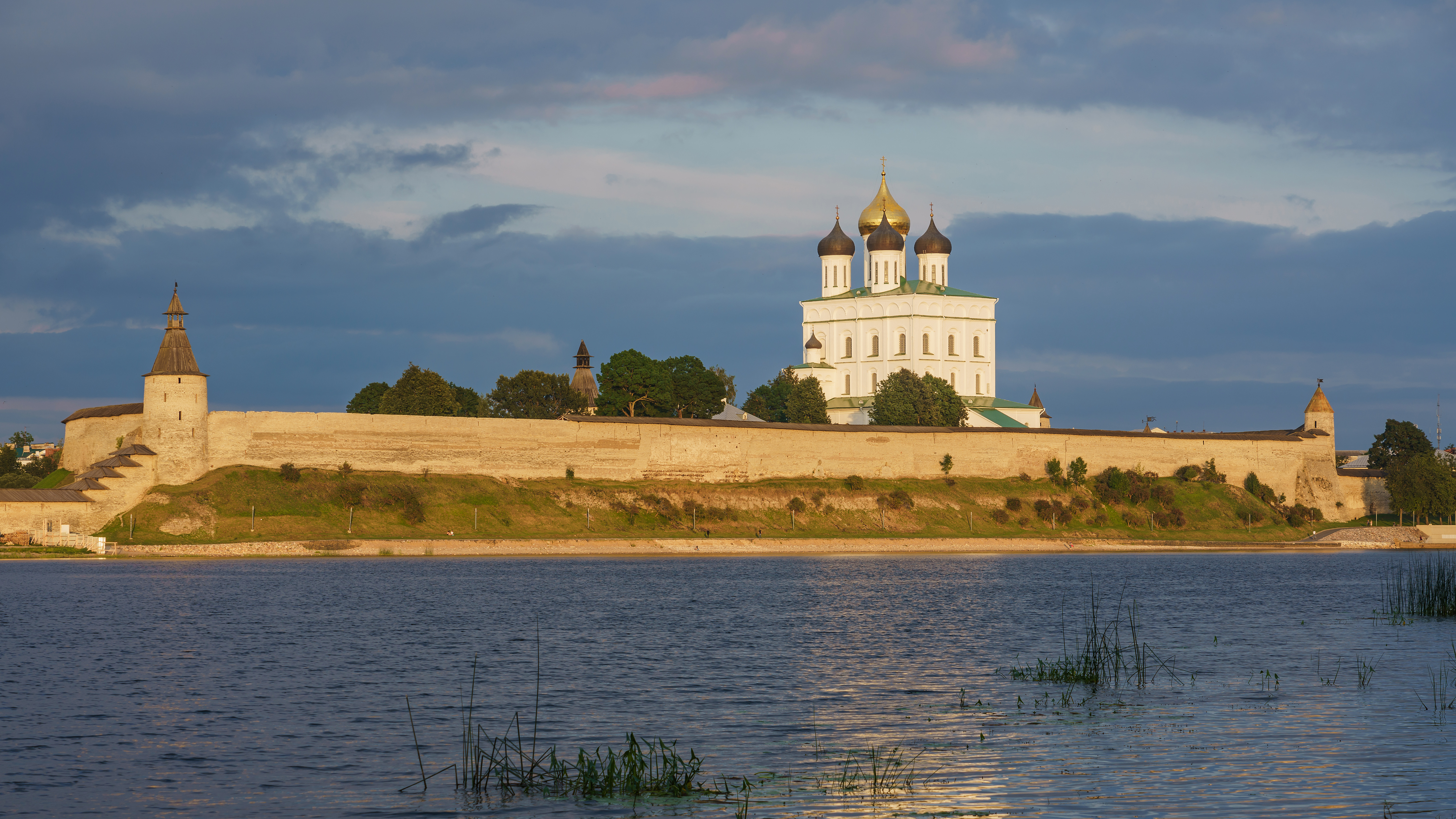
O Kremlin de Pskov visto do rio Velikaya

### Czarado da Rússia

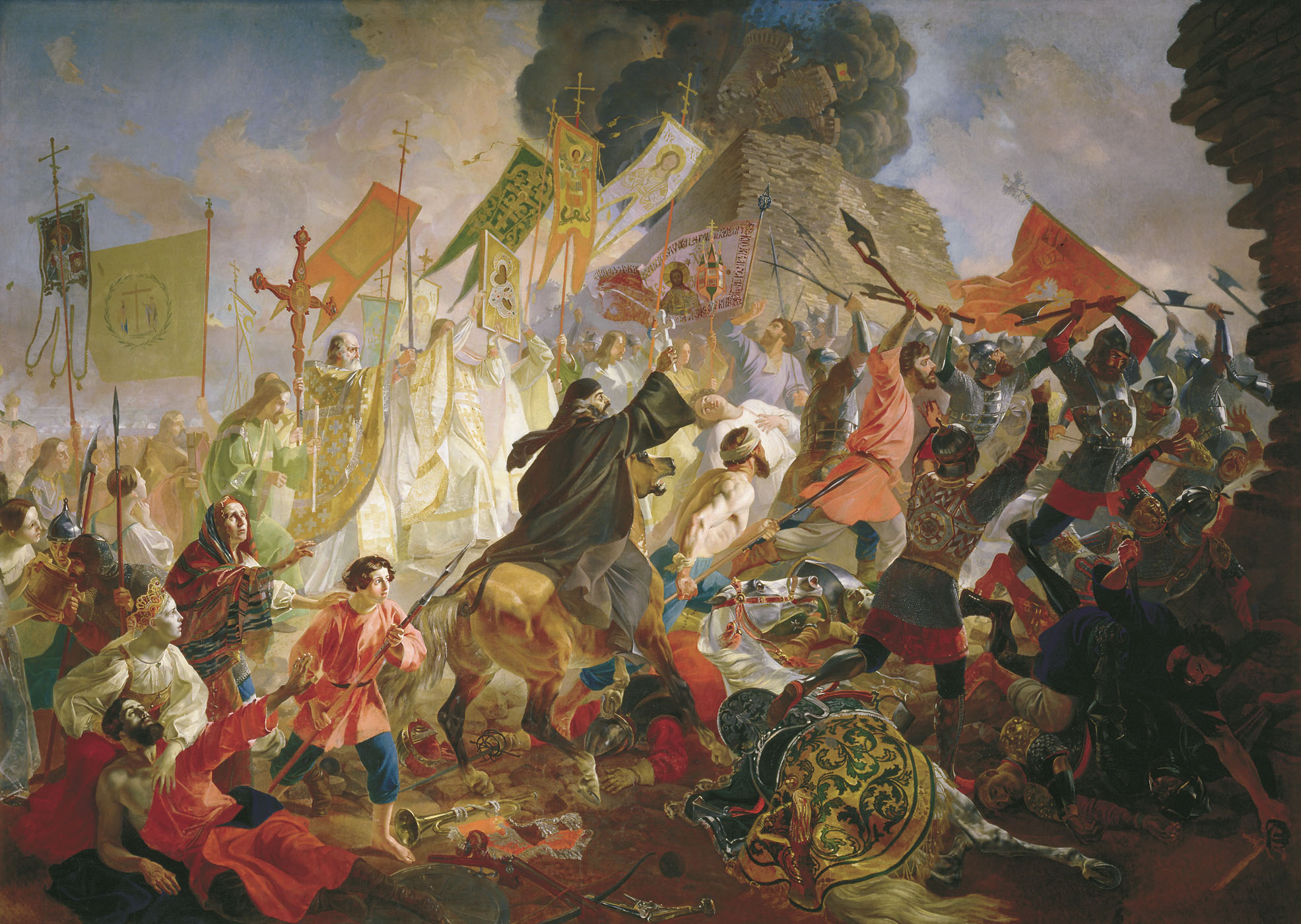
Cerco de Pskov por Stephen Báthory, de Karl Bryullov

A deportação de famílias nobres para Moscou sob Ivan IV em 1570 é um tema da ópera Pskovityanka (1872) de Rimsky-Korsakov. Pskov ainda atraiu exércitos inimigos e resistiu a um cerco prolongado por um exército polaco-lituano de 50 000 homens durante a fase final da Guerra da Livônia (1581-1582). O rei da Polônia Stephen Báthory empreendeu cerca de trinta e um ataques para invadir a cidade, que era defendida principalmente por civis. Mesmo depois que uma das muralhas da cidade foi quebrada, os Pskovianos conseguiram preencher a lacuna e repelir o ataque. “Uma cidade grande, é como Paris”, escreveu o secretário de Báthory sobre Pskov
As estimativas da população da terra de Pskov em meados do século 16 variam de 150 a 300 mil. Fomes, epidemias (especialmente a epidemia de 1552) e a guerra levaram a uma diminuição de cinco vezes da população em 1582-1585 devido à mortalidade e migração.
A cidade resistiu a um cerco dos suecos em 1615. A defesa bem-sucedida da cidade levou às negociações de paz que culminaram no Tratado de Stolbovo.

### Império Russo

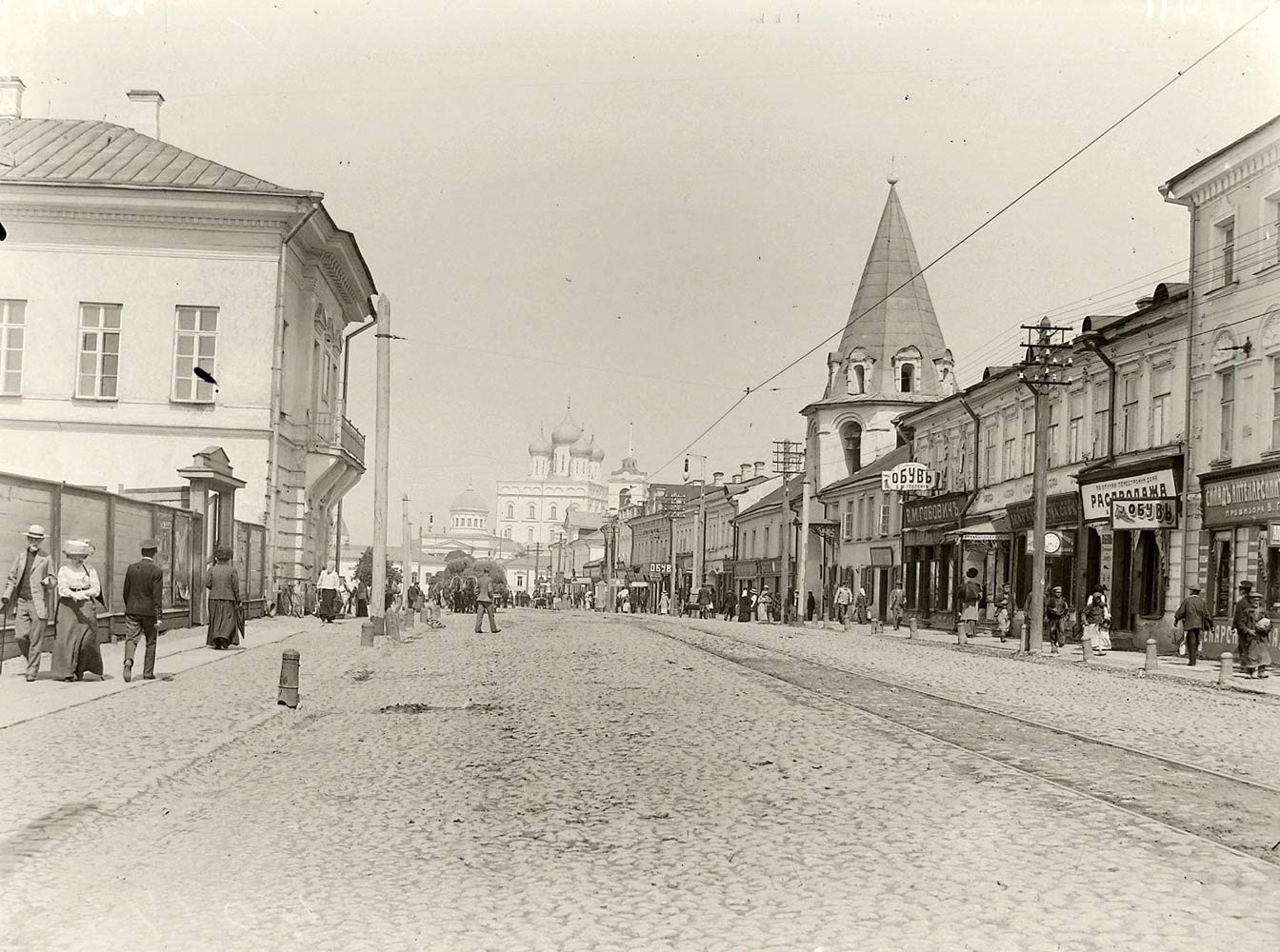
Pskov em 1911

A conquista da Estônia e da Livônia por Pedro, o Grande, durante a Grande Guerra do Norte, no início do século 18, significou o fim do papel tradicional de Pskov como uma fortaleza fronteiriça vital e uma chave para o interior da Rússia. Como consequência, a importância e o bem-estar da cidade diminuíram drasticamente, embora servisse como sede separada da província de Pskov desde 1777.
Durante a Primeira Guerra Mundial, Pskov tornou-se o quartel-general da Frente Norte da Rússia, comandada por Nikolai Ruzsky. Em 15 de março de 1917, a bordo do trem imperial, o czar Nicolau II abdicou aqui. Após a Conferência de Paz Russo-Alemã de Brest-Litovsk (22 de dezembro de 1917 - 3 de março de 1918), o Exército Imperial Alemão invadiu a área.
Pskov também foi ocupada pelo exército estoniano entre 25 de maio de 1919 e 28 de agosto de 1919 durante a Guerra de Independência da Estônia, quando o comandante russo Stanisław Bułak-Bałachowicz se tornou o administrador militar de Pskov. Ele cedeu pessoalmente a maior parte de suas responsabilidades a uma duma municipal eleita democraticamente e se concentrou na recuperação cultural e econômica da cidade empobrecida pela guerra. Também pôs fim à censura à imprensa e permitiu a criação de várias associações e jornais socialistas.

### História recente
Sob o governo soviético, grandes partes da cidade foram reconstruídas, muitos prédios antigos, principalmente igrejas, foram demolidos para dar espaço a novas construções. Durante a Segunda Guerra Mundial, a cidadela medieval forneceu pouca proteção contra a artilharia moderna da Wehrmacht, e Pskov sofreu danos substanciais durante a ocupação alemã de 9 de julho de 1941 a 23 de julho de 1944. Uma grande parte da população morreu durante a guerra e, desde então, Pskov tem lutado para recuperar sua posição tradicional como um importante centro industrial e cultural do oeste da Rússia.

## Esporte
A cidade de Pskov é a sede do Estádio Mashinostroitel e do FC Pskov-2000, que participa do Campeonato Russo de Futebol.

## Imagens
- Pskov em fotos antigas e recentes
- Pskov à noite
- O rio em Pskov
- O Kremlin de Pskov
- Igreja da Assunção (1521)
- Abadia de Mirozhsky (séc. XII)
- Monumento a Alexandre Nevsky